# الینا ایاگوپوا
الینا ایاگوپوا (انگلیسی: Alina Iagupova؛ زادهٔ ۹ فوریهٔ ۱۹۹۲) بازیکن بسکتبال اهل اوکراین است.